# بيل وسيباستيان (أنمي)
بيل وسيباستيان مسلسل رسوم متحركة (أنمي) مقتبس من رواية بيل وسيباستيان (بالفرنسية: Belle et Sébastien) للكاتبة الفرنسية سيسيل أوبري (بالفرنسية: Cécile Aubry).
المسلسل هو إنتاج مشترك لشركتي إم كيه (MK Company) وفيزوال 80 (Visual 80) الفرنسيتين، وشركة توهو اليابانية، وهو مكون من 52 حلقة.

## القصة
تدور القصة حول مغامرات بيل وسيباستيان الولد ذو 7 أعوام الذي يعيش في قرية تقع قرب سلسلة جبال البيريني بين فرنسا وإسبانيا مع بيل الكلب الأبيض الكبير. كان سيباستيان يعيش مع الجد سيسيل وحفيدته أنجلوينا حيث أنهما أخبراه عن والدته التي تركته عندهما كان طفل رضيع وسافرت إلى أسبانيا للعمل مع فرقة كارلوس. فيقرر سيباستيان السفر للبحث عن والدته ومعه الكلب بيل الأبيض اللطيف الذي هرب من أهل القرية والشرطة بعد أن طاردوه واعتقدوا أنه كلب شرير. ثم أمر قائد الشرطة في القرية بمطاردة بيل وقتله ووضع جائزة كبيرة لمن يقبض عليه، فهرب بيل إلى التلال وإلتقى بسيباستيان هناك. سافر وسيباستيان ومعه بيل وبوتشي وقطعوا الحدود الفرنسية ودخلو أسبانيا للبحث عن والدته إيزابيل. يتعرف سيباستيان في رحلته على الكثير من الأصدقاد الطيبين كما يواجه هو وبيل الكثير من الأحداث والمتاعب من اللصوص الذين يحاولون سرقة الكلب بيل لبيعه، ويحاولون الهرب والتخفي بعد أن أرسلت الشرطة الفرنسية برسالة إلى الشرطة الإسبانية بضرورة البحث وتسليم كلب البيرنيه الشرير بيل كما يدعون، يطارد قائدي الشرطة في كل مدينة بيل لتسليمه إلى الشرطة الفرنسية للحصول على الجائزة الكبرى والترقية. كما يرافق سيباستيان جرو صغير يدعى بوتشي يضعه في جيبه يقومون بالعديد من المغامرات للبحث عن إيزابيل والدة سيباستيان التي تعمل في فرقة متنقلة غجرية تدعى كارلوس. ويستمر سيباستيان في التنقل من مكان إلى آخر بحثا عن والدته حتى يلتقي بها في الآخير.
قبل أن تخرج الصناعة الفنية اليابانية إلى الوجود هذه السلسلة الكرتونية التي اشتهرت عالميا وعربيا، كانت جذورها الواقعية قد نبتت في عمق جبال الأطلس المغربية، حيث أتت كاتبة القصة -وهي أديبة فرنسية- وتزوجت ابن أحد أشهر وأقوى القادة المحليين للمغرب في عهد الحماية الفرنسية، وهو الباشا الكلاوي الذي كان متحالفا مع فرنسا ضد السلطان المغربي.
هناك ولد حفيد الباشا، وهو المهدي الكلاوي الذي سوف تجعله الكاتبة بطلا للنسخة الأولى من سلسلة “بيل وسيباستيان” التي اكتسبت شهرة وصيتا كبيرين في الستينيات، قبل أن تصبح سلسلة للرسوم المتحركة في وقت لاحق.
فالشق الواقعي في قصة “بيل وسيباستيان” كان قد بدأ في جبال الأطلس المغربية، في خمسينيات القرن العشرين حين نشأت علاقة بين واحد من أبناء الطبقة البرجوازية التقليدية وقتها، وهو ابن باشا مدينة مراكش الشهير، الباشا التهامي الكلاوي، وبين ممثلة فرنسية حلت بالمغرب لتصوير أحد أعمالها السينمائية.
كان لقاء إنسانيا شبيها بالقصص التي تصورها أعمال الخيال السينمائية عادة، حيث التقت فتاة منحدرة من أصول برجوازية فرنسية تدعى “سوسيل أوبري”، بابن الرجل الأقوى في المغرب وقتها، والذي كان له دور حاسم في عزل السلطان محمد الخامس ونفيه عام 1953، حيث كان مواليا للاستعمار الفرنسي ومستفيدا من نفوذ داخلي كبير.
فخلال وجودها في المغرب لتصوير فيلم “الوردة السوداء”، نشأت علاقة بين الممثلة الفرنسية الحسناء وبين القائد إبراهيم بن الباشا الكلاوي، وسرعان ما تزوج سليلا الأسرتين البرجوازيتين سنة 1956 التي شهدت استقلال المغرب، ونتج عن هذا الزواج -الذي لم يدم طويلا- طفل اسمه المهدي (ولد يوم 26 مايو/أيار 1956)، وسيكون بطلا لأول نسخة من عمل “بيل وسيباستيان”، حين تابع الفرنسيون منتصف الستينيات سلسلة تلفزيونية تروي قصة علاقة صداقة ووفاء خاصة بين كلب وطفل.

## الشخصيات
- سيباستيان: وهو طفل شجاع وطيب القلب يحب مساعده الناس فيما يحتاجونه. يغامر ويسافر مع الكلب بيل وبوتشي للبحث عن أمه بعد أن تركته عند جده سيزال وهو رضيع.
- بيل: كلب أبيض كبير وقوي قدم من جبال البيريني يصادف سيباستيان في القرية بعد أن كانت الشرطة تطارده ويقوم سيباستيان بالدفاع عنه ويحاول الإثبات لهم بأنه ليس شريراً ويصبح صديق سيباستيان. وهو مطلوب من قبل الشرطة الفرنسية بعد أن أتهم من أصحاب القرية بأنه كلب شرير ويأكل الماشية إلا أنه كلب لطيف ويساعد الناس. قام بيل بإنقاذ أطفال القرية حتى تأكدو بأنه لطيف ولم يعد أحد يناديه بعد الآن بالكلب الشرير.
- بوتشي: جرو صغير يرافق سيباستيان في رحلته ويساعده في كثير من المواقف.
- إيزابيل: وهي والدة سيباستيان التي تزوجت من شاب وأحبته وراحت لجبال البرينيه لتلد سيباستيان هناك بعد أن أنقذها الجد سيزال من العاصفة الثلجية وولدت سيباستيان ثم ترك طفلها وسافرت بعد لادة سيباستيان عند الجد سيزال في جبال البيرينه. ووعدتهم بأنها ستأتي يوم ما لتأخذه، وذهبت لتعمل مع فرقة كارلوس الغجرية. تقوم بترك الفرقة بعدما علمت بأن سيباستيان يبحث عنها وتترك الفرقة وتبحث عن سيباستيان أيضا.
- الجد سيزال: الرجل الذي وجد والدة سيباستيان ذات يوما ملقية على الأرض أثناء العاصفة الثلجية فقام بإنقاذ حياتها. تكفل في تربية سيباستيان بعد أن قامت إيزابيل والدة سيباستيان بالسفر والرحيل. وذات يوم أخبر سيباستيان بعد أن كبر أن أمه ما زالت حية وهي موجودة في أقصى الجنوب في سيارا نيبادا وتعمل مع فرقة غجرية.
- أنجلوينا: حفيدة الجد سيزال والتي تولت تربية سيباستيان منذ ولادته بعد تركته أمه عندهم، تقلق على سيباستيان كثيرا ودائما ما تغضب عليه عندما لا ينفذ أوامرها، تتزوج من طبيب القرية الدكتور قيوم في نهاية الحلقة.
- لينا: وهي فتاة صغيرة يلتقي بها سيباستيان في رحلته ويصبحا أصدقاء. مرضت لينا مرضا شديدا وراح سيباستيان يبحث عن الدكتور كارلوس لجلبه من فوق الجبل لعلاج لينا.التقى بها سيباستيان عدة مرات أثناء رحلته في البحث عن والدته، قامت لينا بمساعدة سيباستيان بالهرب عدة مرات بعد ملاحقه الشرطة به وبالكلب الأبيض بيل.
- السيد ألبرت: وهو والد الطفلة سارة يحاول مساعدة سيباستيان في كثير من الأحداث التي كانت تصاحب ملاحقة الشرطة ليسابستيان والكلب بيل ويقع في حب والدة سيباستيان.
- هوان : وهو طفل صغير يعيش مع جده يقوم برعي الآغنام يلتقي بسيباستيان ويساعده في معرفه اللصوص بعد آن قاموا بسرقه آغنامه. وفي الآخير يقوم هوان وجده في مساعده سيباستيان في رحلة بحثه عن أمه.
- ريكاردو : وهو طفل يعيش في إحدى القصور الكبيرة وحيدا بعد سفر أبوه. يلتقي به سيباستيان بعدما دخل منزله آثناء تساقط الآمطار الغزيرة ويصبحا آصدقاء. يقوم سيباستيان بمساعدته بعدما قامت العصابة بسرقة الكنز من المنزل وعملوا خدعة الأشباح لتخويف العصابة.
- أدولفو: وهو صديق سيابستيان يلتقي به بعدما ساعده هو والكلب بيل من السقوط في البحر عندما عبث بالسيارة. وأيضا ساعده عندما سقط في الحفرة مع أخته ليزا.
- ليزا : فتاة صغيرة تلتقي بسيباستيان بعدما ساعد آخوها أدولفو، تحب الكلب بوتشي وتقوم بالبحث عن سيباستيان هي وآخوها بعدما خرج من بيتهم، تسقط ليزا في الحفرة أثناء بحثها عن بيل وسيباستيان. يقوم سيباستيان والكلب بيل وبوتشي بمساعدتها بعدما رأوا دميتها واقعة بجانب الحفرة.
- الدكتور قيوم : وهو طبيب القرية التي يعيش بها سيباستيان يقوم بمعالجة والدك سيباستيان بعد أن مرضت وسقطت في العاصفة الثلجية ويقع في حب أنجلوينا ويتزوجها في نهاية الحلقة.
- المفتش قارسيا: وهو مفتش من الشرطة الأسبانية يسعى جاهدا للإمساك بالكلب بيل لتسليمة للشرطة الفرنسية حتى يحصل على الترقية. قام الكلب بيل إنقاذه يوما ما على سفح الجبل، ويندم في الأخير ويساعد سباستيان وبيل في الوصول إلى جبال البيرنيه بعد مطاردة رجال الشرطة لهم.
- مندوزا ومنول: هما لصان هربوا من السجن وشاهدوا الكلب بيل ويحاولان سرقته لبيعه ويلاحقهم المفتش قارسيا. وفي الأخير يصبحان خادمين للسيد ألبرت.

## كلمات الأغنية
- غنوا معنا (هيي).. إهتفوا معنا (هيي)
- يحيا يحيا الصديقان بيل وسيباستيان
- لا أحد يعلم من أين جاء بيل يسعى إلينا
- يوم لاقى سيبستيان سار معه في كل مكان
- ما أوفاه (هيي).. ما أحلاه (هيي)
- بيل ينجح في كل ما يفعل بيل وسيباستيان
- إن كنت في خطر داهم يأتي بيل حالا إليك
- يُنقذك ويدور حولك إنه يخشى عليك
- في السهول والتلال.. في الحقول والمروج (هيي)
- يمضي بيل وقتا طويلا باحثا بين الثلوج.. يُنجد الضائعين.. يُرشد التائهين
- ما أوفاه (هيي).. ما أحلاه (هيي)
- بيل ينجح في كل ما يفعل بيل وسيباستيان
- غنوا معنا (هيي).. إهتفوا معنا (هيي)
- يحيا يحيا الصديقان بيل وسيباستيان

## وصلات خارجية
- بيل وسيباستيان على موقع IMDb (الإنجليزية)
- بيل وسيباستيان على موقع ليتربوكسد (الإنجليزية)
- بيل وسيباستيان على موقع ألو سيني (الفرنسية)
- بيل وسيباستيان على موقع قاعدة بيانات الفيلم (الإنجليزية)
- بيل وسيباستيان على موقع ANN anime (الإنجليزية)
- مقدمة بيل وسباستيان على يوتيوب